# Paul Nedzela

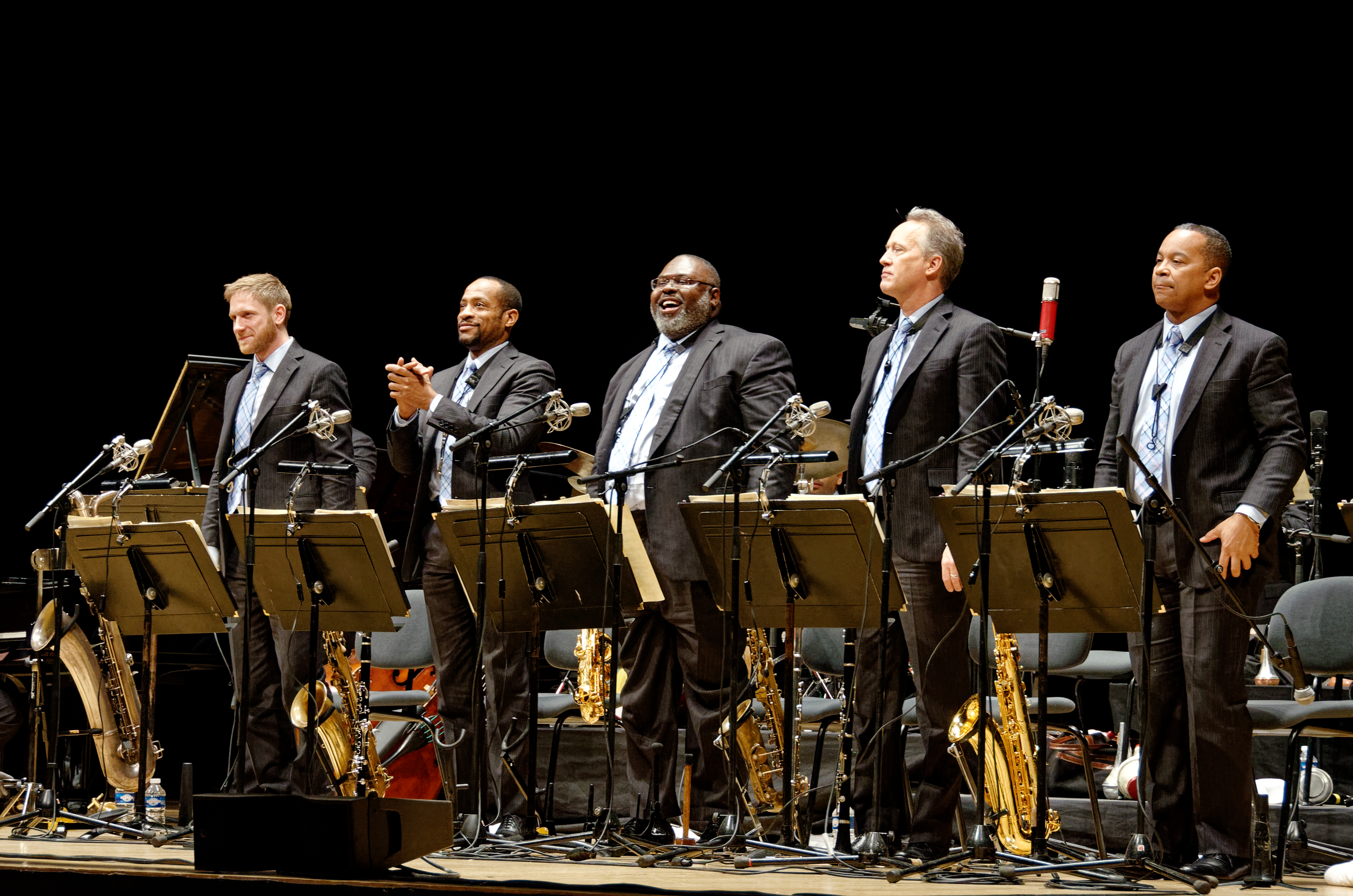
Paul Nedzela (erster von links), Walter Blanding, Sherman Irby, Ted Nash und Victor Goines bei einem Auftritt des Jazz at Lincoln Center Orchestra in Lyon 2016

Paul Nedzela (* 12. März 1984  in New York City) ist ein US-amerikanischer Jazzmusiker (Baritonsaxophon, Bassklarinette) des Modern Jazz.

## Leben und Wirken
Paul Nedzela, der Sohn eines Bassisten, hatte Unterricht auf dem Baritonsaxophon bei Joe Temperley, Gary Smulyan und Roger Rosenberg. Während er sein Musikstudium verfolgte, schloss er 2006 ein Mathematik-Studium an der McGill University mit einem Bachelor of Arts mit Auszeichnung ab. Erste Aufnahmen entstanden 2003 mit dem McGill Jazz Orchestra (Ostinatocious). Mit einem Stipendium des Samuel L. Jackson Scholarship studierte er dann Musik an der New Yorker Juilliard School, an der er 2008 den Master of Music erwarb. Im Laufe seiner Karriere als Jazzmusiker spielte er mit George Benson, Ruben Blades, Bill Charlap, Chick Corea, Paquito D’Rivera, Kenny Garrett, Benny Golson, Roy Haynes, Branford und Wynton Marsalis, Christian McBride, Eric Reed, Dianne Reeves, Kurt Rosenwinkel, Wayne Shorter, Frank Sinatra Jr., Ted Nash und dem Vanguard Jazz Orchestra. Des Weiteren trat Nedzela auf Festivals wie dem Monterey Jazz Festival, Newport Jazz Festival, Detroit Jazz Festival, The Banff Music Festival, Festival International de Jazz de Montréal und Umbria Jazz auf. Im Bereich des Jazz war er zwischen 2003 und 2016 an 17 Aufnahmesessions beteiligt. Nedzela ist gegenwärtig Mitglied des Jazz at Lincoln Center Orchestra; daneben tritt er (2018) mit einem eigenen Quartett auf, dem Dan Nimmer (Piano), Neal Miner (Bass) und Aaron Kimmel (Schlagzeug) angehören.